# Vasodilatação

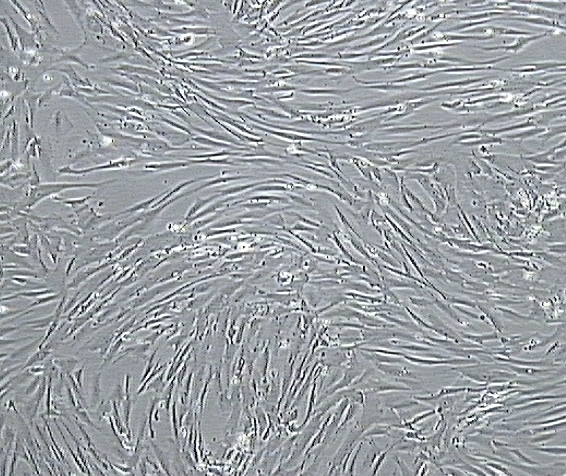
Músculo Liso Humano

Vasodilatação é o processo de dilatação dos vasos sanguíneos, em consequência do relaxamento do músculo liso presente na parede desses mesmos vasos.
É o processo oposto à vasoconstrição.

Estes processos de vasoconstrição e dilatação verificam-se em animais com  sistemas circulatórios fechados, isto é, possuem um sistema de vasos para o transporte do sangue que não os abandona.
O termo nervo ou músculo vasomotor refere-se a estruturas (nervosas ou musculares) controladoras da vasodilatação.

## Mecanismos de Controle
A vasodilatação pode ser controlada por vários mecanismos. A sua regulação pode ser feita naturalmente, pelo organismo, ou por meios artificiais como medicamentos.

### Mecanismos Naturais

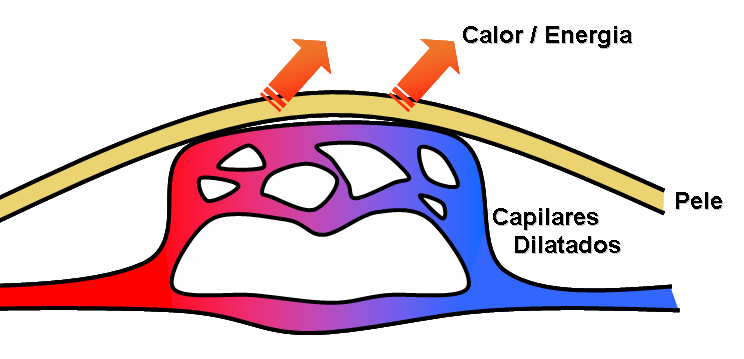
Esquema da termorregulação por vasodilatação

A vasodilatação é normalmente vista como processo integrante da termorregulação, isto é, a regulação da temperatura do organismo através de mecanismos homeostáticos, de equilíbrio.
Quando há um aumento da temperatura no exterior, ocorre um aumento da temperatura corporal. Para contrabalançar esta variação, o complexo hipotálamo-hipófise (que recebe a mensagem externa) envia uma mensagem nervosa que possibilita a vasodilatação, e consequente perda de calor para o exterior.

### Mecanismos Artificiais
Um vasodilator é uma substância que provoca vasodilatação. Estas substâncias podem ser utilizadas em medicamentos de modo a possibilitar o fluxo de sangue à volta de um coágulo sanguíneo.
Algumas das principais substâncias vasodilatoras:
- Adenosina
  - Adenocard - medicamento anti-arrítmico.
  - Bloqueadores Alfa (bloqueiam o efeito vasoconstritor da adrenalina).
- Bradicinina
- Histamina
- L-Arginina
- Niacina (ou ácido nicotínico)
- Óxido nítrico
  - Nitroglicerina (trinitrato de glicerilo)
  - Mononitrato de isossorbida e Dinitrato de Isossorbida
  - Tetranitrato de pentaeritrina (PETN)
  - Inibidores da fosfodiesterase (aumentam o efeito do óxido nítrico) como:
    - Sildenafila
    - Tadalafila
    - Vardenafila
- Prostaglandinas.
- Tetrahidrocanabinol (THC) - o principal químico activo na marijuana. Os seus efeitos vasodilatadores avermelham os olhos dos fumadores de Cannabis.
- Papaverina, alcalino encontrado na papoila de ópio papaver somniferum.

Existem também bactérias produtoras de endotoxinas que poderão desencadear um choque séptico caracterizado pela vasodilatação de todos os vasos de forma desadequada.
O uso de vasodilatores pode igualmente causar o acto de corar.

## Efeitos
O processo de vasodilatação permite uma redução da pressão sanguínea, já que é disponibilizado maior espaço para o sangue.
Também possibilita (de acordo com mecanismos de termorregulação) perda de calor para o exterior, em situação de elevada temperatura corporal: os capilares aproximam-se da superfície cutânea, havendo uma transferência de energia para o meio externo.